# Paracedicus ephthalitus
Paracedicus ephthalitus är en spindelart som först beskrevs av Victor Fet 1993.  Paracedicus ephthalitus ingår i släktet Paracedicus och familjen vattenspindlar.
Artens utbredningsområde är Turkmenistan. Inga underarter finns listade i Catalogue of Life.